# Gledian Llatja
Gledian Llatja (ur. 31 marca 1981 w Elbasanie) – albański adwokat i europeista, burmistrz Elbasanu od 2019 roku. Był wykładowcą na kilku prywatnych albańskich uczelniach.

## Życiorys
W 2003 roku ukończył studia prawnicze na Uniwersytecie Tirańskim, w następnym roku uzyskał tytuł adwokata. Pracował następnie jako asystent inspektora Centralnej Komisji Wyborczej, następnie w latach 2005-2013 jako inspektor; od października 2003 do 2006 roku pracował również w departamencie prawnym Ministerstwa Obrony.
W 2009 roku uzyskał tytuł magistra administracji publicznej na Uniwersytecie Tirańskim oraz ukończył studia z zakresu finansów na Uniwersytecie w Elbasanie. W 2015 roku uzyskał stopień doktora w Instytucie Europeistyki w Tiranie.
Pracował w biurze prawnym Narodowej Agencji Zasobów Naturalnych (alb. Agjencia Kombëtare e Burimeve Natyrore), którym kierował od marca 2014 do września 2017 roku. Od października 2017 do stycznia 2019 był dyrektorem Gabinetu Ministerstwa Infrastruktury i Energii.
Od stycznia do maja 2019 roku był prefektem obwodu Elbasan. W sierpniu tegoż roku został wybrany na burmistrza Elbasanu.
Deklaruje znajomość języka angielskiego i włoskiego.